# Textrix
Genre
Textrix est un genre d'araignées aranéomorphes de la famille des Agelenidae.

## Distribution
Les espèces de ce genre se rencontrent en Europe, en Afrique du Nord, en Afrique de l'Est et au Proche-Orient.

## Liste des espèces
Selon World Spider Catalog (version 26,21/04/2025) :
- Textrix caudata L. Koch, 1872
- Textrix chyzeri de Blauwe, 1980
- Textrix denisi Lecigne, 2025
- Textrix denticulata (Olivier, 1789)
- Textrix maroccana Lecigne, 2023
- Textrix nigromarginata Strand, 1906
- Textrix pinicola Simon, 1875
- Textrix rubrofoliata Pesarini, 1990

## Systématique et taxinomie
Ce genre a été décrit par Sundevall en 1833.

## Publication originale
- Sundevall, 1833 : Conspectus Arachnidum. Londini Gothorum, p. 1-39.